# Daniel Křetínský
Daniel Křetínský (ur. 9 lipca 1975 w Brnie) – czeski przedsiębiorca i prawnik; dyrektor generalny i właściciel spółki Energetický a průmyslový holding (EPH), największej grupy energetycznej w Europie Środkowej, oraz współwłaściciel klubu piłkarskiego AC Sparta Praga.
Jego ojciec Mojmír Křetínský kieruje Katedrą Teorii Programowania na Wydziale Informatyki Uniwersytetu Masaryka, a jego matka była sędzią czeskiego Sądu Konstytucyjnego (2004–2014).